# Epsilon Telescopii
Epsilon Telescopii è una stella nella costellazione del Telescopio, dista 390 anni luce dal sistema solare e la sua magnitudine apparente è +4,52.
Se osservata con un binocolo, rivela di essere una stella binaria, con una stella principale di magnitudine 4,5 ed una più piccola di tredicesima magnitudine, separata di 21 secondi d'arco dalla principale. 
Epsilon Telescopii A è una gigante arancione di tipo spettrale K, la massa è paragonabile a quella solare (1.1 volte), ma possiede una superficie irradiante maggiore del Sole, perché trovandosi nello stadio di gigante ha già iniziato a dilatare i suoi strati esterni e ad aumentare di diametro.